# Brenne Borken
Brenne Borken, född 4 juni 2019, är en norsk kallblodstravare, mest känd för att ha slagit Järvsöfaks 20 år gamla världsrekord över 1 640 meter autostart, med tiden 1,17,7.

## Bakgrund
Brenne Borken är en gulbrun hingst efter Bork Odin och under Brenne Jerva (efter Järvsöfaks). Han föddes upp av Vidar A Brenne i Norge. Han tränas och körs av Öystein Tjomsland. Han ägs av Tore Gard & Kjell Magne Andersen i Norge.

## Karriär
Brenne Borken började tävla i maj 2022, och har till augusti 2025 sprungit in totalt 3 099 445 kronor på 23 starter, varav 18 segrar, 1 andraplats och 1 tredjeplats. Han har tagit karriärens största segrar i Norskt Kallblodskriterium (2022) och Norskt Kallblodsderby (2023).
Den 1 augusti 2025 slog Brenne Borken nytt världsrekord över 1 640 meter autostart, med tiden 1,17,7, och slog därmed Järvsöfaks 20 år gamla världsrekordstid på 1,17,9.